# Mala uharica
Mala uharica (znanstveno ime Asio otus). Zanimivo je, da ta sova brez uhljev tako dobro sliši. Pojasnilo je v tem, da imata levo in desno uho različna položaja v lobanji. Zvok prestreza s širokimi lici in ga usmerja v ušesni bobnič. Živi  v iglastih in mešanih gozdovih. Zraste lahko do dolžine 36 cm in teže 178 do 435 g. Razpon peruti je od 90 do 100 cm. Živi lahko do 28 let. V Sloveniji spada med ogrožene in zavarovane vrste.